# Mariere
Marierne eller tjeremisserne, fra oldrussisk čeremisy, er et finsk-ugrisk folk som bor i Rusland, fortrinsvis ved Volga og dennes biflod Vjatka. De kalder sig selv mari, hvilket betyder "menneske". Marierne bor traditionelt dels i bjergene, dels på sletterne ("eng-tjeremisser") med agerbrug som hovednæringsvej, i bjergene tillige husdyrhold. De ved floderne boende bedrev et udbytterigt fiskeri, og over alt var biavl livlig. Syd for Marierne bor tjuvasjerne og mod øst tatarer, men ellers var russerne deres naboer.

## Udbredelse
I henhold til folketællingen år 2002 boede der i Rusland 604.000 marier. 324.400 af disse boede i delrepublikken Marij El og udgjorde 42 % af den bosatte befolkning. Foruden i Marij El findes marier også i det nordlige Basjkirien, Tatarstan og Udmurtien samt omkring visse større byer.

## Historie
De ældste spor af bebyggelse på mariernes nuværende bosættelsesområde hidrører fra ældre palæolitikum. Jernet blev der taget i brug i første årtusinde f.Kr. I tiden 400-900 e.Kr. opkom det mariske folk fra det tidligere fælles volga-finske urfolk på området mellem floderne Vjatka og Vetluga, hvor de ernærede sig ved svedjebrug, jagt, fiskeri og biavl i disses tidlige former.
Afhængigt af de geografiske forhold ligner mariernes såvel tidligere som nyere historie mordvinernes. Marierne omtales 551 i Jordanes krønike under navnene imiscaris og sremniscans. I 700-tallet havnede de inden for det volgabulgarske riges indflydelsessfære. En sproglig analyse viser, at marierne levede i et relativt fredeligt forhold til bulgarerne og deres efterfølgere tjuvasjerne. 1236 nåede tatarerne i deres fremrykning mod vest frem til Volga. De styrtede volgabulgarernes rige og dermed indledtes Den Gyldne Hordes overhøjhed, som i begyndelsen omfattede eng-tjeremissernes bosættelsesområde nord for Volga. Tatarerne gjorde ingen større indgreb i den sociale struktur. Lige som mordvinerne deltog også marierne med sine militære styrker i kampene sammen med den tatariske armé, hvor de gjorde sig kendte og frygtede for deres tapperhed. Mariernes stormænd og krigere havde en fordelagtig stilling hos tatarerne, blandt andet var de fritaget for skat. Da tatarernes rige faldt sammen, fortsatte forbindelserne mellem tatarerne og marierne, som resulterede i talrige tatariske låneord i det mariske sprog.

### Under russisk overherredømme
Marierne kom i kontakt med russerne i 1300-tallet, men først i 1700-tallet underkuedes de. Omvendelsen til kristendommen begyndte i 1600-tallet, men nåede først under Kejserinde Elisabeths regeringstid vedvarende resultater. Lige som tilfældet havde været med mordvinerne, optoges mariernes adel i den russiske adel, forudsat at den udviste samarbejdsvilje med den nye overmagt, og at den antog kristendommen. Resultatet blev en russificering. Mariske nationale styrker dannedes efter tatarisk forbillede i tsarens armé. I den livlandsk-russiske krig 1558-1561 og i krigen mod Polen deltog mariernes frygtede rytterenheder i den russiske hær.
Mariernes byer, med 10-12 gårde, dannede slægtenheder, og jorderne var slægtens fælles ejendom, som fra tid til anden på ny fordeltes mellem de forskellige familier. De mariske bønder, som havnede i livegenskab, forenede sig, lige som tilfældet var med mordvinerne, med forskellige oprørsbevægelser, for eksempel Stenka Rasins og Pugatjovs.
Under Katarina den Stores regeringstid begyndte en udvandring mod øst, først og fremmest til områderne omkring Ufa. Således grundlagdes de nuværende østmariske kolonier i Basjkirien. En årsag til migrationen var tvangskristningen. I religiøs henseende var 27,6 % af marierne endnu 1897 såkaldte hedninger, som troede på naturguddommeligheder og ånder. Man ofrede på bestemte pladser, hellige lunde og lignende. Som formidlere mellem guder og mennesker stod præster. Sammen med mordvinerne kan marierne betegnes som Europas sidste hedninger. Udforskningen af deres trosforestillinger er af stor vægt ved klarlæggelsen af den finsk-ugriske fortid. Da Yrjö Wichmann besøgte marierne omkring 1900, mistænktes han for at være tsarens spion. Deres nationale bevidsthed var ved denne tid ubetydelig.
Under den russiske revolution stillede majoriteten sig afvisende til den politiske radikalisme, og i 1930-erne forfulgtes de som følge af en nationalistisk vækkelse. Til trods for, at Sovjetunionens fald indebar en kulturel revitalisering for marierne, er de i 2000-tallet atter blevet udsatte for forfølgelser fra lokale (russiske) politikeres side.

### Mari El
Det autonome tjeremissiske område oprettedes den 4. november 1920. Den 5. december 1936 omdannedes det til den autonome republik Mari ASSR på i alt 23.000 km2, for at sikre bevarelsen af mariernes sprog og kultur. Samtidigt var der en omfattende befolkningsindflytning af fortrinsvis russere:
|           | Folketælling 1926 | Folketælling 1939 | Folketælling 1959 | Folketælling 1970 | Folketælling 1979 | Folketælling 1989 | Folketælling 2002 |
| --------- | ----------------- | ----------------- | ----------------- | ----------------- | ----------------- | ----------------- | ----------------- |
| Marier    | 247,979 (51.4%)   | 273,332 (47.2%)   | 279,450 (43.1%)   | 299,179 (43.7%)   | 306,627 (43.5%)   | 324,349 (43.3%)   | 312,178 (42.9%)   |
| Russere   | 210,016 (43.6%)   | 266,951 (46.1%)   | 309,514 (47.8%)   | 320,825 (46.9%)   | 334,561 (47.5%)   | 355,973 (47.5%)   | 345,513 (47.5%)   |
| Tatarer   | 20,219 (4.2%)     | 27,149 (4.7%)     | 38,821 (6.0%)     | 40,279 (5.9%)     | 40,917 (5.8%)     | 43,850 (5.9%)     | 43,377 (6.0%)     |
| Tjuvasher | 2,184 (0.5%)      | 5,504 (0.9%)      | 9,065 (1.4%)      | 9,032 (1.3%)      | 8,087 (1.1%)      | 8,993 (1.2%)      | 7,418 (1.0%)      |
| Andre     | 1,703 (0.4%)      | 6,674 (1.2%)      | 10,830 (1.7%)     | 15,433 (2.3%)     | 14,015 (2.0%)     | 16,167 (2.2%)     | 19,943 (2.7%)     |

I sovjettiden blev landbruget kollektiviseret og privat drift likvideret. En voldsom industrialisering fandt sted især inden for skov-, cellulose-, papirs- og træindustri, idet 57% af det autonome områdes overflade var dækket af skov.

## Antal
Antallet af marier har været voksende gennem det 20. århundrede:
| År   | Antal   | Antal i %, som taler modersmål |
| ---- | ------- | ------------------------------ |
| 1899 | 366.033 |                                |
| 1920 | 413.000 |                                |
| 1939 | 481.300 |                                |
| 1959 | 504.000 | 91,2                           |
| 1970 | 598.600 |                                |
| 1979 | 622.000 | 86,8                           |

## Levevis
Marier lever fortrinsvis af landbrug og husdyrhold, idet sidstnævnte er vigtigst. I landbruget dyrkes hvede, rug, byg, boghvede, hamp, kartofler og humle. Også biavl spiller en væsentlig rolle.